# Alfa Romeo Montreal
El Alfa Romeo Montreal es un automóvil deportivo producido por el fabricante italiano Alfa Romeo desde 1970 hasta 1977. Es un cupé con 2+2 plazas, motor delantero y tracción trasera.

## El prototipo
El Alfa Romeo Montreal fue presentado como un prototipo en 1967 en la Expo 67, celebrada en Montreal, Canadá. Originalmente, el prototipo se mostró sin ningún nombre de modelo, pero el público lo llamó Montreal. Se trata de un cupe 2+2 que utiliza el motor de 1600 cc del Alfa Romeo Giulia Ti y el chasis del Alfa Romeo Giulia Sprint GT, con una carrocería diseñada por Marcello Gandini de Bertone. Uno de los dos prototipos construidos para la Expo 67 se conserva en el Museo Histórico de Alfa Romeo en Arese, Italia.

## El modelo de producción

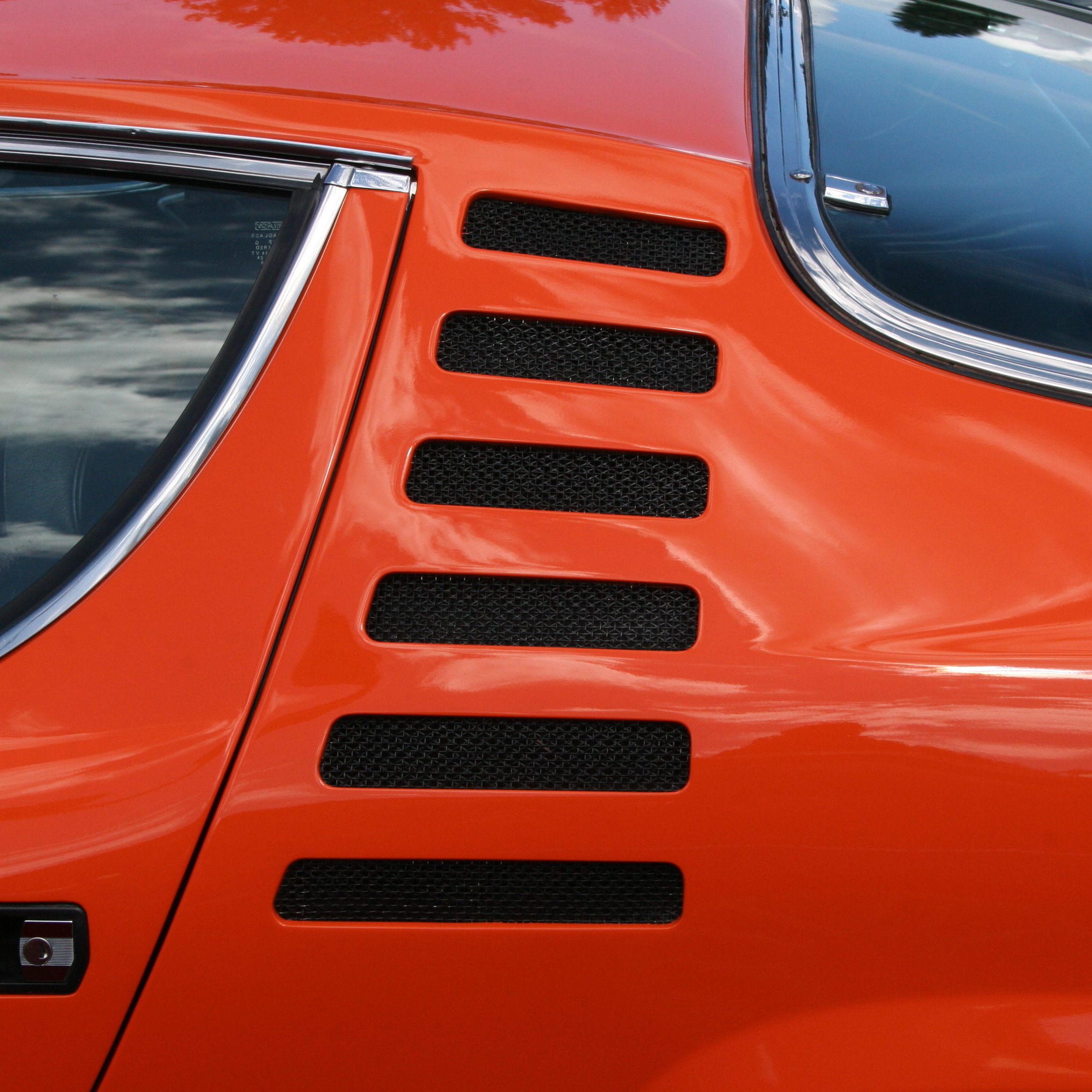
En el pilar C del prototipo, había 7 tomas, mientras que en el de producción, 6.

El primer coche de producción, Tipo 10564, se presentó en el Salón del Automóvil de Ginebra de 1970 y fue muy diferente del original, usando un motor V8 de 2593 cc a 90 ° con cárter seco lubricado SPICA (Società Pompe Iniezione Cassani y Affini) de inyección de combustible, que producía alrededor de 200 CV (150 kW), junto a una caja de cambios ZF de cinco velocidades. Este motor deriva del V8 2 litros usado en el Tipo 33 Stradale y en el prototipo de carreras 33. El chasis del Montreal fue tomado del Giulia GTV coupé.
Dado que el concepto de coche ya se conocía extraoficialmente como el Montreal, Alfa Romeo mantuvo el nombre del modelo en la producción.
Estilísticamente, la característica más llamativa es el extremo delantero del coche con cuatro faros parcialmente cubiertos por unas inusuales «rejillas», que se retractan cuando las luces están encendidas. Otro elemento es la toma de aire estilo NACA sobre el capó. Su propósito es esconder el bulto que se produce en el capo. Las tomas de aire en el pilar c sólo tienen fines estéticos.
El Montreal se mantuvo en general sin cambios hasta que se dejó de producir en 1977. En total se construyeron 3917 unidades. Curiosamente, ninguna de ellas se vendió en Montreal, Quebec, ya que Alfa Romeo no había desarrollado una versión para América del Norte que cumpliese con los requisitos de control de emisiones de EE. UU. y Canadá.

## Especificaciones
- Motor: 2.593 cc quad-cam 90 ° V8

- Velocidad máxima: 220 km / h

- 0-100 km / h : 7,4 segundos

- Km: 27,6 segundos

- Potencia: 200 CV (150 kW) DIN (230 CV SAE) a 6500 rpm

- Par: 235 N m (24 kgf m) a 4.750 rpm